# Thalassarche chrysostoma
L'albatro testagrigia (Thalassarche chrysostoma Forster, 1785) è un grosso uccello marino appartenente alla famiglia dei Diomedeidi. Ha distribuzione circumpolare, nidifica su remote isole dell'Oceano Australe e si nutre a latitudini più elevate, molto più a sud di ogni altro mollymawk. Deve il nome alla testa, al collo e alla gola color grigio cenere; il dorso, le ali e la coda, invece, sono neri e il sottoala e il ventre bianchi. Il becco è nero con i margini gialli e l'estremità arancione.

## Comportamento

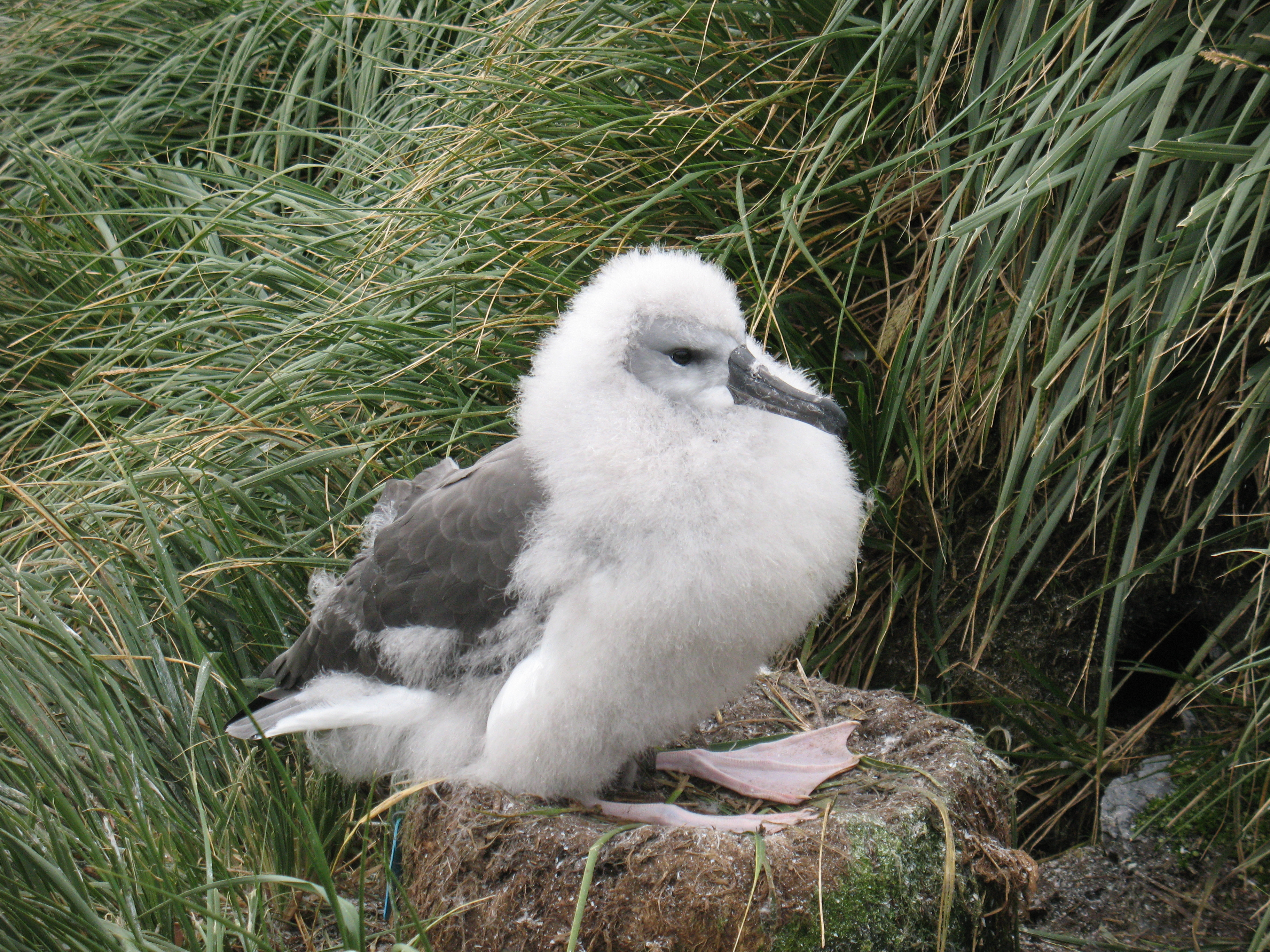
Pulcino al nido

L'albatro testagrigia nidifica in colonie su alcune isole dell'Oceano Australe; le più numerose si trovano in Georgia del Sud, nell'Atlantico meridionale, ma esistono anche colonie più piccole sulle Isole Kerguelen, Crozet e Principe Edoardo, nell'Oceano Indiano, e sulle Isole Campbell, a sud della Nuova Zelanda. In un grosso nido viene deposto un unico uovo, covato per 72 giorni. Studi effettuati sull'Isola di Bird, in Georgia del Sud, hanno dimostrato che il pulcino viene nutrito con 616 g di cibo ogni 1,2 giorni, tanto che il suo peso può raggiungere i 4900 g. In seguito, prima che impari a volare, dopo 141 giorni, perde parte del suo peso. Generalmente non tornerà alla colonia prima di 6-7 anni e non si riprodurrà che qualche anno più tardi. Se una coppia ha allevato con successo un pulcino, l'anno successivo non nidificherà e passerà il tempo in mare. Durante questo periodo possono coprire in volo grandi distanze e spesso girano svariate volte intorno al globo.

## Alimentazione
Quando si trova in mare, l'albatro testagrigia è una specie più pelagica degli altri mollymawk e preferisce nutrirsi in oceano aperto piuttosto che sulla piattaforma continentale. Si nutre soprattutto di calamari, ma cattura anche alcuni pesci. Proprio a causa delle sue abitudini pelagiche, il krill costituisce una parte meno importante della sua dieta. Per catturare le sue prede è in grado di immergersi fino a profondità di 7 m, ma non lo fa molto di frequente.